# Dorian Godon
Dorian Godon (født 25. maj 1996 i Vitry-sur-Seine) er en cykelrytter fra Frankrig, der er på kontrakt hos Decathlon-AG2R La Mondiale.